# Вулнет Старова
Вулнет Старова (Поградец, 6. мај 1934 - Скопље, 5. август 1995) био је македонски педијатар и друштвено-политички радник СР Македоније.

## Биографија
Рођен је у Поградецу 6. маја 1934 године. Године 1959. дипломирао је на Медицинском факултету Универзитета у Скопљу. Године 1965. Специјализовао педијатрију на Клиници за дечије болести, а 1975. у Приштини одбранио докторат из социјалне педијатрије.
Обављао је више одговорних функција у институцијама СР Македоније. Био је члан Председништва Савеза друштвених делатности, у Савету Универзитета и у Статутарној комисији ЦК КПМ. Од 1974. до 1978. био је потпредседник Извршног већа Собрања СРМ. Поред тога, био је члан и секретар Републичког секретаријата за здравство и социјалну политику. Био је члан Централног комитета СКЈ од 1978. до 1982. године.
Дана 28. априла 1986. изабран је за председника Собрања СР Македоније. Функцију је обављао до 8. јануара 1991, када је конституисана прва вишестраначка скупштина. Затим је радио на Медицинском факултету, на Дечијој клиници, а био је и професор на универзитету.
Преминуо је 5. августа 1995. године у Скопљу.
Аутор је књига „Заједнички живот албанске народности у СР Македонији“ („Комунист“, 1988) и „Ацидо-базни биланс“ (у коауторству са Љубетом Глигоровским, „Студентски збор“, 1989).